# NGC 1961
NGC 1961 је спирална галаксија у сазвежђу Жирафа која се налази на NGC листи објеката дубоког неба.
Деклинација објекта је + 69° 22' 43" а ректасцензија 5h 42m 3,9s. Привидна величина (магнитуда) објекта NGC 1961 износи 10,9 а фотографска магнитуда 11,7. NGC 1961 је још познат и под ознакама IC 2133, UGC 3334, MCG 12-6-7, IRAS 05365+6921, CGCG 329-8, ARP 184, PGC 17625.